# Архиепископ Реймса
Архиепископ-митрополит Реймский (фр. Archevêque de Reims) — глава Реймской митрополии, с 300 года, как епископ Реймский, с 400 года возведён в ранг архиепископа Реймского. 20 ноября 1801 года упразднён (митрополия разделена на диоцезы Мо и Мец), однако 6 октября 1822 года епархия восстановлена митрополия Реймса. Архиепископы Реймские короновали французских королей.

Герб Архиепископов Реймских

Церковь Франкского государства при Меровингах

## Епископы Реймса
- ок. 260 : Святой Сикст
- ок. 280 : Святой Синникий
- ок. 290 : Святой Амансий[итал.] (Amansius), память 4 ноября
- ок. 300-ca. 327 : Ветауз (Betause, Imbetausius). Участник собора в Арле 314 года[1]
- 328—340 : Апер (Aper) (Aprus)
- Дисколи (Dyscolie)
- 348—359 : Святой Матерниан († 368)
- Домициан (Domitianus)
- 361—389 : Святой Донатиан
- 390—394 : Святой Викентий[итал.] (Vincent), память 7 сентября
- 394—400 : Святой Север (Severus) († 15 января 400)
- 400—407 : Святой Никасий (Nicasius)
- 407—441 : Варукий (Barucius)
- 441-??? : Варнава (Barnabas)
- ???-459 : Беннаж (Bennage)
- 459—533 : святой Ремигий († 13 января 533)
- 533—535 : святой Роман (Romanus)
- ок. 535 : Флавий (Flavius)
- ок. 549 : Мапин (Mapinus)
- 560—590 : Эгидий (Egidius)
- 590—593 : Ромульф (Romulph)
- 593—631 : Соннатий (Sonnatius)
- 631—641 : Леудегизил (Leudegisil)
- 641—646 : Ангельберт (Angelbert)
- 646—649 : Ландон (Landon)
- 649—673 : святой Нивард (Nivard)
- 673—689 : святой Регул (Rieul)
- 689—690 : святой Ригоберт (Rigobert, † 733)
- 691—717 : святой Лиутвин (Liutwin)
- 717—744 : Милон
- 744—748 : святой Абель

## Архиепископы Реймса

### Средние века
- 748—795 : Тильпин (Турпин)
- 795-802/803 : Архиепископа не было
- 802/803—816 : Вульфер (Вольфарий)
- 816—835 : Эббон († 20 марта 851 в Хильдесхайме)
- 835-840 : Архиепископа не было
- 840—841 : Эббон, (повторно)
- 841-845 : Архиепископа не было
- 845—882 : Гинкмар, † 21 декабря 882 года)
- 882—900 : Фульк Почтенный († 17 июня 900 года), архиканцлер
- 900—922 : Эрве, архиканцлер
- 922—925 : Сеульф († 7 августа 925 года)
- 925—931 : Гуго де Вермандуа († 962 года), архиканцлер
- 931—940 : Артольд († 962 года), архиканцлер
- 940—946 : Гуго де Вермандуа, (повторно)
- 946—961 : Артольд († 962 года), (повторно)
- 962—969 : Одельрик, († 6 ноября 969 года), архиканцлер
- 969—988 : Адальберон, архиканцлер
- 988—991 : Арнульф († 1021)
- 991—999 : Герберт Орильякский, позднее папа Сильвестр II.
- 999—1021 : Арнульф (повторно)
- 1021—1033 : Эбль I де Руси (42-й) (ум. 1033), граф де Руси, граф Реймса в 1023 г.
- 1033—1055 : Ги де Руси или Ги I де Шатильон (43-й) (ум. 1055).
- 1055—1067 : Гервасий де Беллем или Эрве де ла Рош-Гийон (44-й) (ум. 1067).
- 1067—1080 : Манассия I (фр., ум. 1092) — 45-й.
- 1083—1096 : Рено I дю Белле (46-й) (ум. 1096).
- 1096—1106 : Манассия II де Шатильон (47-й) (ум. 1106).
- 1106/1107 : Гервасий де Ретель, кандидат короля, который аннулировал выборы Рауля Зелёного, чтобы утвердить Гервасия. Однако, последний был осуждён церковным собором в Труа 23 мая 1107 года.
- 1106/1107-1124 : Рауль Зелёный (48-й) (ум. 1124).
- 1124—1138 : Раймунд де Мартинье или Рено II (49-й) (ум. 1138).
- 1140—1161 : Самсон де Мовуазен (50-й) (ум. 1161).
- 1162—1175 : Генрих I Французский (51-й) (ум. 1175), брат короля Людовика VII Французского.
- 1176—1202 : Гильом Белые Руки или Гильом Шампанский (52-й) (1135—1202), кардинал (1179), сын Тибо II, графа Шампани.
- 1205—1206 : Блаженный Ги Паре (53-й) (ум. 1206), кардинал (1190).
- 1207—1218 : Альберик де Юмбер (54-й) (ум. 1218).
- 1219—1226 : Гильом де Жуанвиль (55-й) (ум. 1226).
- 1227—1240 : Генрих II де Дрё (56-й) (1193—1240).
- 1245—1250 : Ив де Сен-Мартен или Юэль де Матефелон, известный также как Юэль Майеннский (57-й) (ум. 1250), участвовал в 7-м крестовом походе в качестве папского легата.
- 1251—1263 : Тома де Бомец (58-й) (ум. 1263).
- 1266—1271 : Жан I де Куртене-Шампиньель (59-й) (1226—1271).
- 1274—1298 : Пьер Барбе (60-й) (ум. 1298).
- 1299—1324 : Робер де Куртене-Шампиньель (61-й) (1251—1324).
- 1324—1331 : Гильом де Три (62-й) (ум. 1331).
- 1336—1351 : Жан II де Вьенн (63-й) (ум. 1351).
- 1351—1352 : Гуго д'Арси (64-й) (ум. 1352).
- 1352—1355 : Гумберт II (65-й) (ум. 1355), дофин Вьеннский.
- 1355—1374 : Жан III де Краон (66-й) (ум. 1374).
- 1374—1375 : Луи Тезе (67-й) (ум. 1375).
- 1374—1389 : Ришар Пик из Безансона (68-й) (ум. 1389).
- 1389—1390 : Ферри Кассинель (69-й) (ум. 1390).
- 1391—1409 : Ги де Руа (70-й) (ум. 1409).
- 1409—1429 : Симон де Крамо (71-й) (ум. 1429), с 1413 г. кардинал.
- 1413—1413 : Пьер Труссо (72-й) (ум. 1444).
- 1413—1444 : Рено Шартрский (73-й) (ум. 1444), канцлер Франции (1425), кардинал (1439).
- 1445—1449 : Жак Жувенель дез Юрсен (74-й) (1410—1457).

### Новая история
- 1449—1473 : Жан II Жувенель дез Юрсен (75-й) (1388—1473).
- 1473—1493 : Пьер де Лаваль (76-й) (ум. 1493)
- 1493—1497 : Робер Брисонне (77-й) (ум. 1497), канцлер Франции в 1495—1497.
- 1497—1507 : Гийом Брисонне (78-й) (ум. 1514), кардинал с 1495 г., брат предыдущего.
- 1507—1508 : Карло Доменико дель Карретто (79-й) (ум. 1514), кардинал с 1505 г.
- 1509—1532 : Роберт I де Ленонкур (80-й) (ум. 1532).
- 1533—1538 : Жан Лотарингский (81-й) (ум. 1550), кардинал с 1518 г., сын герцога Рене II Лотарингского.
- 1538—1574 : Шарль де Гиз (82-й) (ум. 1574), кардинал с 1547 г., племянник предыдущего, сын Клода Лотарингского.
- 1574—1588 : Луи II Лотарингский (83-й) (ум. 1588), кардинал с 1578 г., племянник предыдущего, сын герцога Франсуа де Гиза.
- 1591—1594 : Никола де Пеллеве
- 1594—1605 : Филипп дю Бек-Креспен
- 1605—1621 : Луи III Лотарингский
- 1623—1629 : Гийом де Жиффор de Sainte-Marie
- 1629—1664 : Генрих II де Гиз (1614 † 1664)
- 1641—1651 : Леонор д'Этамп де Валансе
- 1651—1659 : Генрих Савойский де Немур (1625 † 1659)
- 1657—1671 : кардинал Антонио Барберини младший
- 1671—1710 : Шарль Морис Ле Телье (1642 † 1710)
- 1710—1721 : кардинал Франсуа де Майи
- 1722—1762 : Арман Жюль де Роган-Гемене (1695 † 1762)
- 1763—1777 : кардинал Шарль-Антуан де Ла Рош-Эмон (1697 † 1777)
- 1777—1790 : кардинал Александр Анжелик де Талейран-Перигор (1736 † 1821)

### Современная история
- 1817—1824 : архиепископ Жан-Шарль де Куси
- 1824—1839 : кардинал Жан-Батист-Мари-Анн-Антуан де Латиль
- кардинал Тома-Мари-Жозеф Гуссе — (1840—1866)
- архиепископ Жан-Батист-Франсуа-Анн-Тома Ландрио — (1867—1874)
- кардинал Бенуа-Мари Ланженьё — (1874—1905)
- кардинал Луи-Анри-Жозеф Люсон — (1906—1930)
- кардинал Эммануэль-Селестен Сюар — (1930—1940)
- архиепископ Луи-Огюстен Мармоттен — (1940—1960)
- архиепископ Франсуа Марти — (1960—1968) — в дальнейшем архиепископ Парижа, кардинал с 28.02.1969 года
- архиепископ Эмиль-Андре-Жан-Мари Мори — (1968—1972)
- архиепископ Жак-Эжен-Луи Менагер — (1973—1988)
- архиепископ Жан-Мари Баллан — (1988—1995) — в дальнейшем архиепископ Лиона, кардинал с 21.02.1998 года
- архиепископ Жерар-Дени-Огюст Дефуа — (1995—1998)
- архиепископ Тьерри Жордан — (1999—2018)
- с 2018 года : архиепископ Эрик де Мулен-Бофор